# Scott Halberstadt
Pour les articles homonymes, voir Halberstadt.
Scott Halberstadt est un acteur américain né le 17 août 1976 à Connersville, dans l'Indiana (États-Unis).

## Filmographie
- 2002 : In Your Face : Jared
- 2003 : Le Protecteur (The Guardian) (série télévisée) : Noah Grossinger
- 2004 : All That (série télévisée) : Walter Kuberstein
- 2004 : Half and Half (série télévisée) : Manager
- 2006 : Grandma's Boy : Bobby, Co-Worker #1
- 2006 : The Powder Puff Principle : Lester
- 2006 : La Vie de palace de Zack et Cody (The Suite Life of Zack and Cody) (série télévisée) : Dirk
- 2006 : Mi$e à prix (Smokin' Aces) : Pimply Casino Employee
- 2007 : Drake et Josh (Drake & Josh) (série télévisée) : Eric
- 2008 : Just a Slice : Todd
- 2008 : Merry Christmas, Drake and Josh (TV) : Eric

## Clip vidéos
- 2008:Touch My Body : ingénieur